# Пермалой

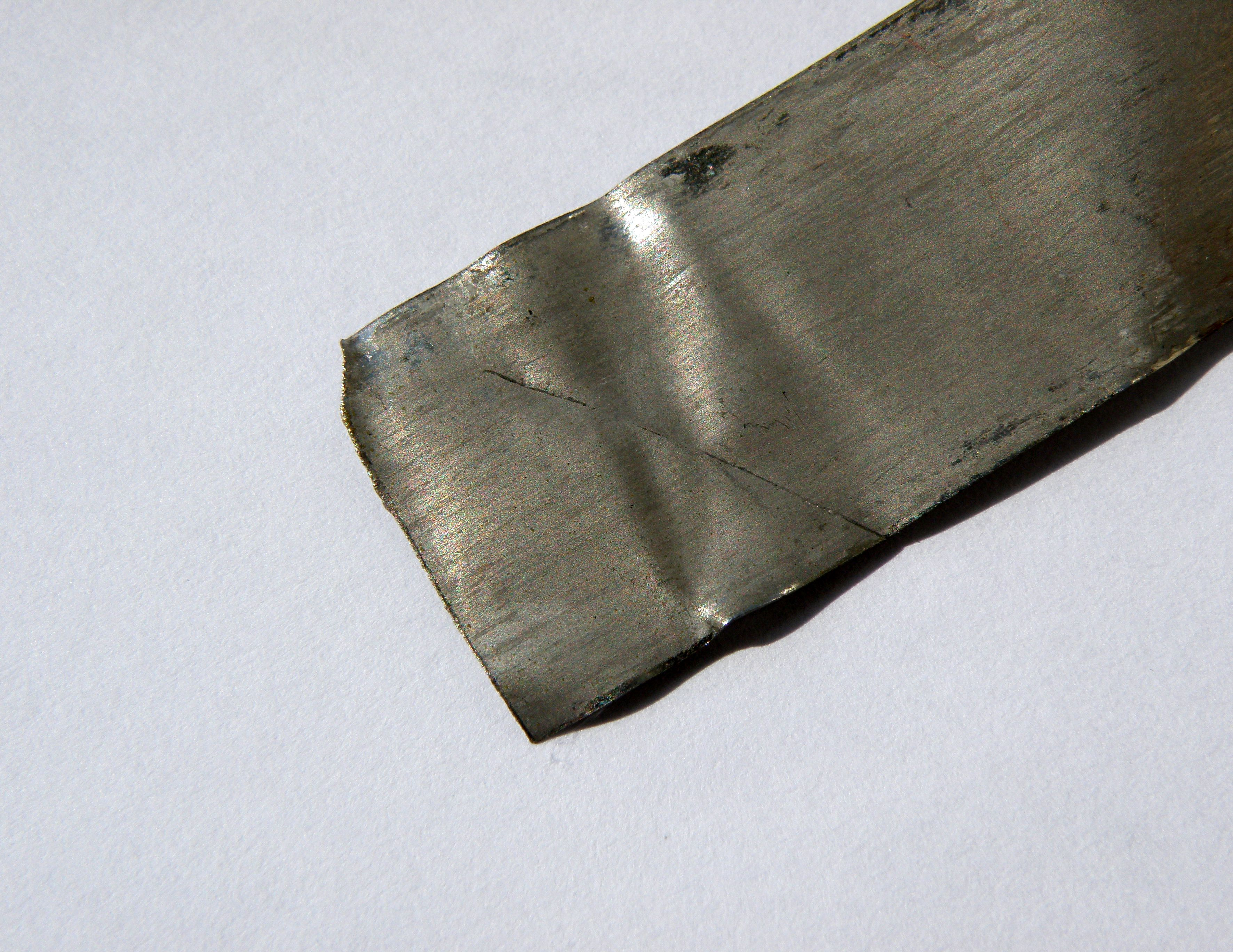
Пермалой

Пермало́й (англ. permalloy від англ. perm (eability) — «проникність» і англ. alloy — «сплав») — прецизійний залізо-нікелевий сплав з магнітно-м'якими властивостями із вмістом нікелю (Ni) (22…84 %). Може бути додатково легований декількома іншими компонентами (молібденом, кобальтом, хромом та ін.). Сплав характеризується високою магнітною проникністю, малою коерцитивною силою, практичною відсутністю магнітострикції і значним магнетоопором.

## Властивості

### Фізичні константи тамеханічні властивості
Густина: 8,2…8,6 г/см³.
Твердість за Брінеллем:
- для стрічок у нагартованому стані — HB 155…260 МПа;
- для стрічок після термообробки — HB 90…160 МПа.

Температура Кюрі: від 260 °C (для сплаву 81НМА) до 700 °C (для сплаву 47НК).
Питомий електричний опір: від 0,20 Ом·мм²/м (для сплаву 47НК) до 0,90 Ом·мм²/м (для сплаву 50НХС).
Модуль Юнга: від 160 кН/мм² (для сплавів 50Н, 50НП) до 220 кН/мм² (для сплавів 83НФ, 47НК).

### Електричні і магнітні властивості
Магнітна проникність пермалоїв сильно знижується зі збільшенням частоти (через вплив вихрових струмів) і напруженості підмагнічуючого (постійного) поля. Для збільшення питомого опору, поліпшення магнітних характеристик та їх стабільності в заданому діапазоні напруженостей магнітного поля і температур, підвищення механічної міцності і оброблюваності в пермалой додають легуючі елементи — молібден, хром, силіцій, манган, мідь.
Завдяки низькій магнітострикції сплав застосовується в прецизійних магніто-механічних пристроях та інших пристроях, де потрібна стабільність розмірів у змінному магнітному полі. Електричний опір пермалоя змінюється зазвичай в межах 5 % залежно від сили та напряму магнітного поля, що діє.
Пермалой дуже чутливий до механічних впливів, тому при виготовленні деталей з нього слід уникати ударів, рихтування тощо. Після всіх механічних операцій проводять термообробку у вакуумі або в атмосфері водню.

## Маркування сплавів
| Маркування компонентів | Елемент   |    |
| ---------------------- | --------- | -- |
| Г                      | марганець | Mn |
| С                      | кремній   | Si |
| Х                      | хром      | Cr |
| Н                      | нікель    | Ni |
| Д                      | мідь      | Cu |
| Ф                      | ванадій   | V  |
| Б                      | ніобій    | Nb |
| В                      | вольфрам  | W  |
| К                      | кобальт   | Co |
| Л                      | берилій   | Be |
| М                      | молібден  | Mo |
| Р                      | бор       | B  |
| Т                      | титан     | Ti |
| Ю                      | алюміній  | Al |

Склад прецизійних магніто-м'яких сплавів визначається ГОСТ-10994-74, технічні умови визначаються ГОСТ-10160-75. Маркування сплавів складається з двозначного числа, що означає середню масову долю нікелю і буквених позначень додаткових легуючих елементів, записаних за цифрою. Залізо в маркуванні сплаву не вказується.
Сплави з високою магнітною проникністю та малою коерцитивною силою в слабких полях:
| 64Н (65Н)     | 81НМА                      | 68НМ, 68НМП               |
| 76НХД, 76НХДП | 40НКМ (40НКМП) (пермінвар) | 79НМ (79НМП) (супермалой) |
| 45Н           | 79Н3М                      | 47НК (пермінвар)          |
| 80НХС         | 50Н, 50НП                  | 50НХС                     |
Примітка:
- буква А в кінці марки означає, що сплав виготовляється із звуженими межами хімічного складу;
- буква П в кінці марки означає додаткову обробку у поздовжньому магнітному полі.

Приклад складу сплаву 79НМ з групи пермалоїв:
| Fe           | C       | Si        | Mn        | Ni        | S       | P       | Mo        | Ti      | Al      | Cu     |
| ------------ | ------- | --------- | --------- | --------- | ------- | ------- | --------- | ------- | ------- | ------ |
| 13,73 — 16,8 | до 0,03 | 0,3 — 0,5 | 0,6 — 1,1 | 78,5 — 80 | до 0,02 | до 0,02 | 3,8 — 4,1 | до 0,15 | до 0,15 | до 0,2 |

## Застосування

Екранування мідного кабелю пермалоєм

Пермалой використовується для виготовлення магнітних екранів електричних проводок, малогабаритних сердечників та імпульсних трансформаторів, сердечників котушок індуктивності, головок апаратури магнітного запису.
Магніторезистивні властивості пермалою застосовують в давачах магнітного поля, наприклад у магнітометрах.
Прокат пермалою застосовується для екранування від магнітного поля: приміщень для МРТ, електронних мікроскопів та деяких інших високочутливих приладів.